# Lophoceramica
Lophoceramica là một chi bướm đêm thuộc họ Noctuidae.

## Loài
- Lophoceramica artega (Barnes, 1907)
- Lophoceramica pyrrha (Druce, 1894)
- Lophoceramica simplicifacta Dyar, 1918